# Финал Кубка СССР по футболу 1951
Финал Кубка СССР по футболу 1951 состоялся 14 октября 1951 года. Московский ЦДСА переиграл команду г. Калинина со счётом 2:1. После матча команда г. Калинина подала протест, считая, что мяч, забитый в конце игры Сотсковым был отменён главным судьёй Николаем Латышевым неправильно. На следующий день протест утвердили, и на 17 октября назначили переигровку. Скорее всего, решение о переигровке исходило от члена Политбюро ЦК КПСС, Маршала Советского Союза Николая Булганина.
Переигровка состоялась 17 октября, в которой ЦДСА одержал победу с тем же счётом 2:1 и стал обладателем Кубка СССР.

## Путь к финалу
| ЦДСА              | ЦДСА  | ЦДСА | Этап        | Команда г. Калинина     | Команда г. Калинина | Команда г. Калинина |
| ----------------- | ----- | ---- | ----------- | ----------------------- | ------------------- | ------------------- |
| Соперник          | Место | Счёт |             | Соперник                | Место               | Счёт                |
|                   |       |      | 1/32 финала | Красное знамя (Кишинёв) | В гостях            | 1:0                 |
| ВМС (Москва)      | Дома  | 5:0  | 1/16 финала | Динамо (Ленинград)      | В гостях            | 1:0                 |
| Торпедо (Горький) | Дома  | 4:3  | 1/8 финала  | Динамо (Ереван)         | Дома                | 2:1                 |
| Крылья Советов    | Дома  | 1:1  | 1/4 финала  | Динамо (Москва)         | В гостях            | 4:1                 |
| Крылья Советов    | Дома  | 4:1  | 1/4 финала  | Динамо (Москва)         |                     |                     |
| ВВС (Москва)      | Дома  | 1:0  | 1/2 финала  | Шахтёр (Сталино)        | Дома                | 1:0                 |

## Первый матч
После игры команда МВО (Калинин) подала протест, считая, что мяч, забитый на 83-й минуте матча Сотсковым, был отменен главным судьей Николаем Латышевым неправильно. На следующий день протест утвердили, результат матча аннулировали и на 17 октября 1951 года назначили переигровку.
| ЦДСА                         | 2:1   | Команда г. Калинина |
| ---------------------------- | ----- | ------------------- |
| Соловьёв 37′ · Коверзнев 41′ | Отчёт | Яковлев 43′         |

| ЦДСА:           |  |                    |
|                 |  |                    |
| Вр              |  | Владимир Никаноров |
| Зщ              |  | Виктор Чистохвалов |
| Зщ              |  | Анатолий Башашкин  |
| Зщ              |  | Юрий Нырков        |
| ПЗ              |  | Михаил Родин       |
| ПЗ              |  | Александр Петров   |
| Нап             |  | Алексей Гринин     |
| Нап             |  | Валентин Николаев  |
| Нап             |  | Борис Коверзнев    |
| Нап             |  | Вячеслав Соловьёв  |
| Нап             |  | Владимир Дёмин     |
| Главный тренер: |  |                    |
| Борис Аркадьев  |  |                    |

| Команда г. Калинина: |  |                    |  |     |
|                      |  |                    |  |     |
| Вр                   |  | Владимир Фарыкин   |  |     |
| Зщ                   |  | Борис Кузнецов     |  |     |
| Зщ                   |  | Александр Сотсков  |  |     |
| Зщ                   |  | Валентин Морозов   |  |     |
| ПЗ                   |  | Владимир Кулешов   |  |     |
| ПЗ                   |  | Виктор Фомин       |  |     |
| Нап                  |  | Анатолий Ильин     |  | 63' |
| Нап                  |  | Николай Яковлев    |  |     |
| Нап                  |  | Владимир Добриков  |  |     |
| Нап                  |  | Анатолий Акимов    |  |     |
| Нап                  |  | Александр Щербаков |  |     |
| Замены:              |  |                    |  |     |
| Зщ                   |  | Андрей Юрченко     |  | 63' |
| Главный тренер:      |  |                    |  |     |
| Пётр Зенкин          |  |                    |  |     |

### События матча
Для московского ЦДСА этот финал стал в четвёртым в их истории выступлений в Кубке СССР. Команда города Калинина, бывший московский «МВО», участвовала до этого розыгрыша в трёх Кубках СССР, где неизменно уступала на первой для себя стадии турнира. Кроме того, команда города Калинина стала первым представителем класса «Б», вышедшего в финал Кубка СССР. «ЦДСА» и команда города Калинина ранее не встречались между собой в рамках Кубка СССР по футболу.
Финальный матч начался с атаки калининцев, которую армейцы быстро погасили и сами перешли в наступление. Нападающий «ЦДСА» Владимир Дёмин нанёс первый в матче удар по воротам, мяч забрал голкипер Владимир Фарыкин. Далее инициатива оставалась у армейцев. У калининцев, в отличие от предыдущих матчах не справлялась со своими задачами полузащита, но команда создавала опасные моменты у ворот «ЦДСА».
Сначала Владимир Добриков после передачи Александра Щербакова неточно пробил, а потом и Щербаков после продольного паса Добрикова не сумел дотянуться до мяча в опасной для ворот соперника ситуации. На 37-й минуте москвичи открыли счёт в матче: разыгрывая угловой удар Алексей Гринин отдал передачу на Михаила Родина, а тот — на Вячеслава Соловьёва, который и ударил в нижний угол ворот калининцев. Спустя 4 минуты защитник гостей Александр Сотсков упустил из-под своей опеки Бориса Коверзнева, прорвавшегося по центру поля и забившего второй гол «ЦДСА» в поединке. А ещё через 2 минуты калининцы сокращают разрыв в счёте: после навеса Анатолия Ильина мяч в сетку отправил Николай Яковлев.

## Финал
| ЦДСА                       | 2:1 (1:1, доп. вр. 1:0) | Команда г. Калинина    |
| -------------------------- | ----------------------- | ---------------------- |
| Соловьёв 72′ · Гринин 115′ | Отчёт                   | Чистохвалов 25′ (авт.) |

| ЦДСА:           |  |                    |  |     |
|                 |  |                    |  |     |
| Вр              |  | Владимир Никаноров |  |     |
| Зщ              |  | Виктор Чистохвалов |  |     |
| Зщ              |  | Анатолий Башашкин  |  |     |
| Зщ              |  | Юрий Нырков        |  |     |
| ПЗ              |  | Михаил Родин       |  |     |
| ПЗ              |  | Александр Петров   |  |     |
| Нап             |  | Алексей Гринин     |  |     |
| Нап             |  | Валентин Николаев  |  |     |
| Нап             |  | Борис Коверзнев    |  | 62' |
| Нап             |  | Вячеслав Соловьёв  |  |     |
| Нап             |  | Владимир Дёмин     |  |     |
| Замены:         |  |                    |  |     |
| Зщ              |  | Алексей Водягин    |  | 62' |
| Главный тренер: |  |                    |  |     |
| Борис Аркадьев  |  |                    |  |     |

| Команда г. Калинина: |  |                    |  |     |
|                      |  |                    |  |     |
| Вр                   |  | Владимир Фарыкин   |  |     |
| Зщ                   |  | Андрей Юрченко     |  |     |
| Зщ                   |  | Борис Кузнецов     |  |     |
| Зщ                   |  | Валентин Морозов   |  | 28' |
| ПЗ                   |  | Владимир Кулешов   |  |     |
| ПЗ                   |  | Виктор Фомин       |  |     |
| ПЗ                   |  | Анатолий Манкевич  |  |     |
| ПЗ                   |  | Юрий Фетискин      |  |     |
| Нап                  |  | Владимир Добриков  |  |     |
| Нап                  |  | Анатолий Акимов    |  |     |
| Нап                  |  | Александр Щербаков |  |     |
| Замены:              |  |                    |  |     |
| Зщ                   |  | Юрий Гурвич        |  | 28' |
| Главный тренер:      |  |                    |  |     |
| Пётр Зенкин          |  |                    |  |     |